# Tumby Island
Tumby Island är en ö i Australien. Den ligger i delstaten South Australia, omkring 230 kilometer väster om delstatshuvudstaden Adelaide. Arean är 0,31 kvadratkilometer. Den sträcker sig 0,7 kilometer i nord-sydlig riktning, och 0,7 kilometer i öst-västlig riktning. Genomsnittlig årsnederbörd är 430 millimeter. Den regnigaste månaden är juni, med i genomsnitt 90 mm nederbörd, och den torraste är oktober, med 9 mm nederbörd.